# Таганка
Тага́нка, или Зая́узье — исторические названия местности в Москве между реками Москвой и Яузой — главный транспортный узел Москвы, где соединялись основные трассы доставки товаров и продовольствия с востока России — Владимирская, Нижегородская, Каширская, пересадочный, перегрузочный узел оптовой торговли. Таганка — конечная точка маршрута для въезжающих в Москву, Заяузье для жителей Москвы — Белого, Китай-города, Кремля

## История
Таган, таганок — железный треножник с крючком в навершии, который ставится над костром с подвешенным котлом для приготовления пищи. Применялся у кочевых народов, которые меняя стойбища для выпаса скота, переносили все необходимое в т. ч. утварь с места на место. Круглый год на площадь съезжались купцы.
Название местности пошло от Таганной слободы, находившейся в пределах Земляного города, в районе современных Верхней и Нижней Радищевских улиц. Кузнецы, жители слободы, изготавливали таганы — треножники для котлов, использовавшиеся московскими войсками. Центр слободы — церковь Николая Чудотворца на Болвановке (ул. Верхняя Радищевская, д. 20). По соседству располагались Тетеринская, Гончарная, Котельная слободы.
В XVIII веке название Таганка распространилась на слободы каменщиков за пределами Земляного города (см. улица Большие Каменщики); Верхняя и Нижняя Таганские площади (ныне объединённые в одну Таганскую площадь) стали крупными торговыми центрами. В 1804 году на улице Малые Каменщики выстроена Таганская тюрьма (снесена в 1950-х годах).

## Транспорт
В центре района, на Таганской площади — расположены станции метро «Таганская» и «Марксистская», на юго-востоке — станции метро «Пролетарская» Таганско-Краснопресненской линии (с пересадкой на станцию «Крестьянская Застава» Люблинско-Дмитровской линии), а также станции «Площадь Ильича» Калининской-Солнцевской линии и «Римская» Люблинско-Дмитровской линии. Недалеко от последней находится платформа «Серп и Молот».
По району проходят трамваи А, Б, 12, 20, 24, 38, 43, 45, 46, автобусы Б, м7, м27, 51, 74, 106, 156, 255, 567, 901, т26, т27, т53, т63, н5, н7.

## Кинофильмы
- "Застава Ильича" (1964)
- Таганка воинам Великой Отечественной войны. (2021)
- Открытие памятника Виктору Талалихину на Таганке в Москве 4 декабря 2001 года. (2021)
- Москва. Мельницкий переулок, дом 12. История здания. (2021)